# Beaumont-de-Lomagne
 Beaumont-de-Lomagne  es una comuna y población de Francia, en la región de Mediodía-Pirineos, departamento de Tarn y Garona, en el distrito de Castelsarrasin. Es cabecera y mayor población del cantón homónimo. Está integrada en la Communauté de communes de la Lomagne Tarn-et-Garonnaise .

## Demografía
| 3486 | 3629 | 3625 | 3579 | 3488 | 3690 | 3806 | 3754 |
| Para los censos de 1962 a 1999 la población legal corresponde a la población sin duplicidades (Fuente: INSEE [Consultar]) |      |      |      |      |      |      |      |

## Monumentos

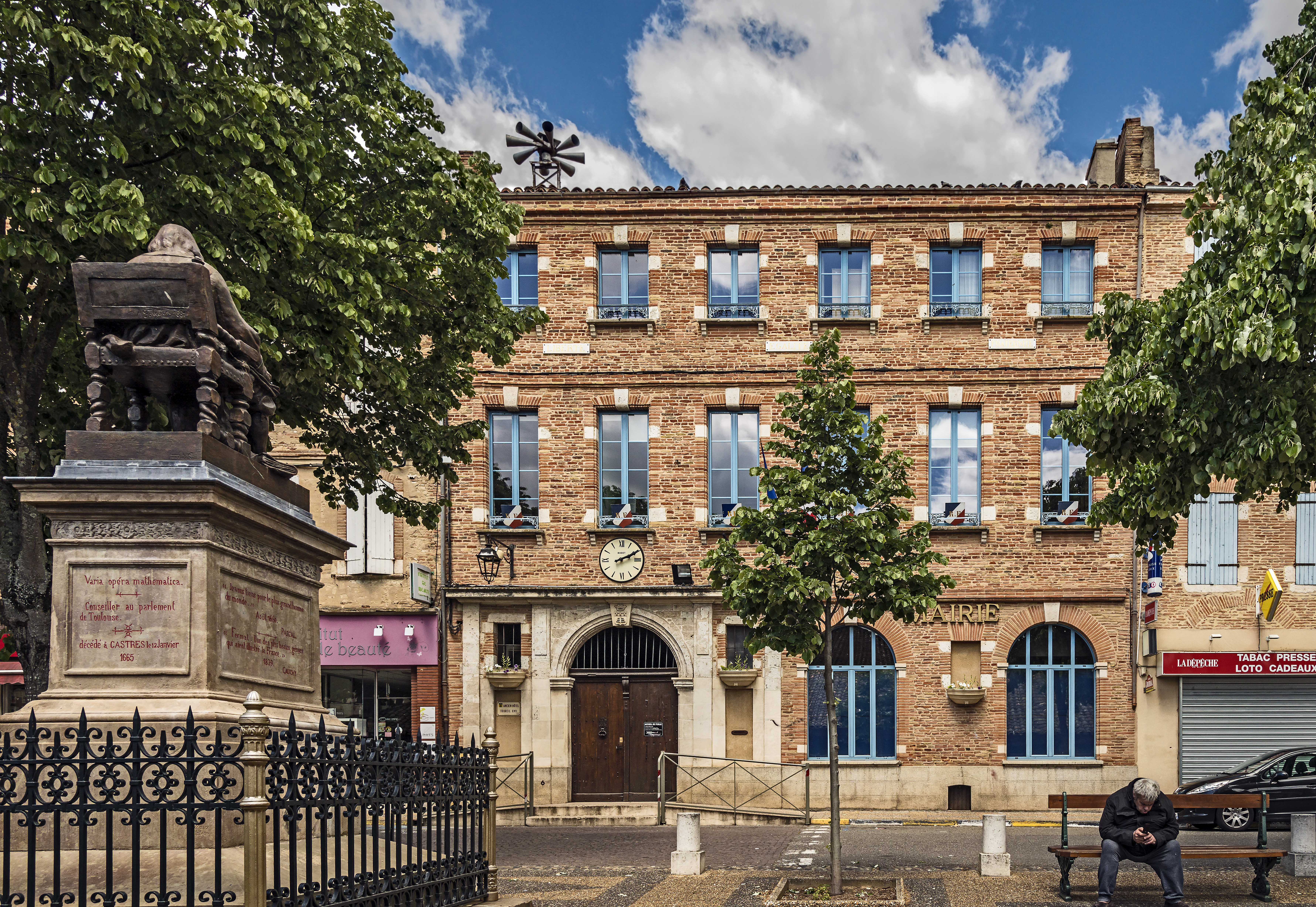
Ayuntamiento
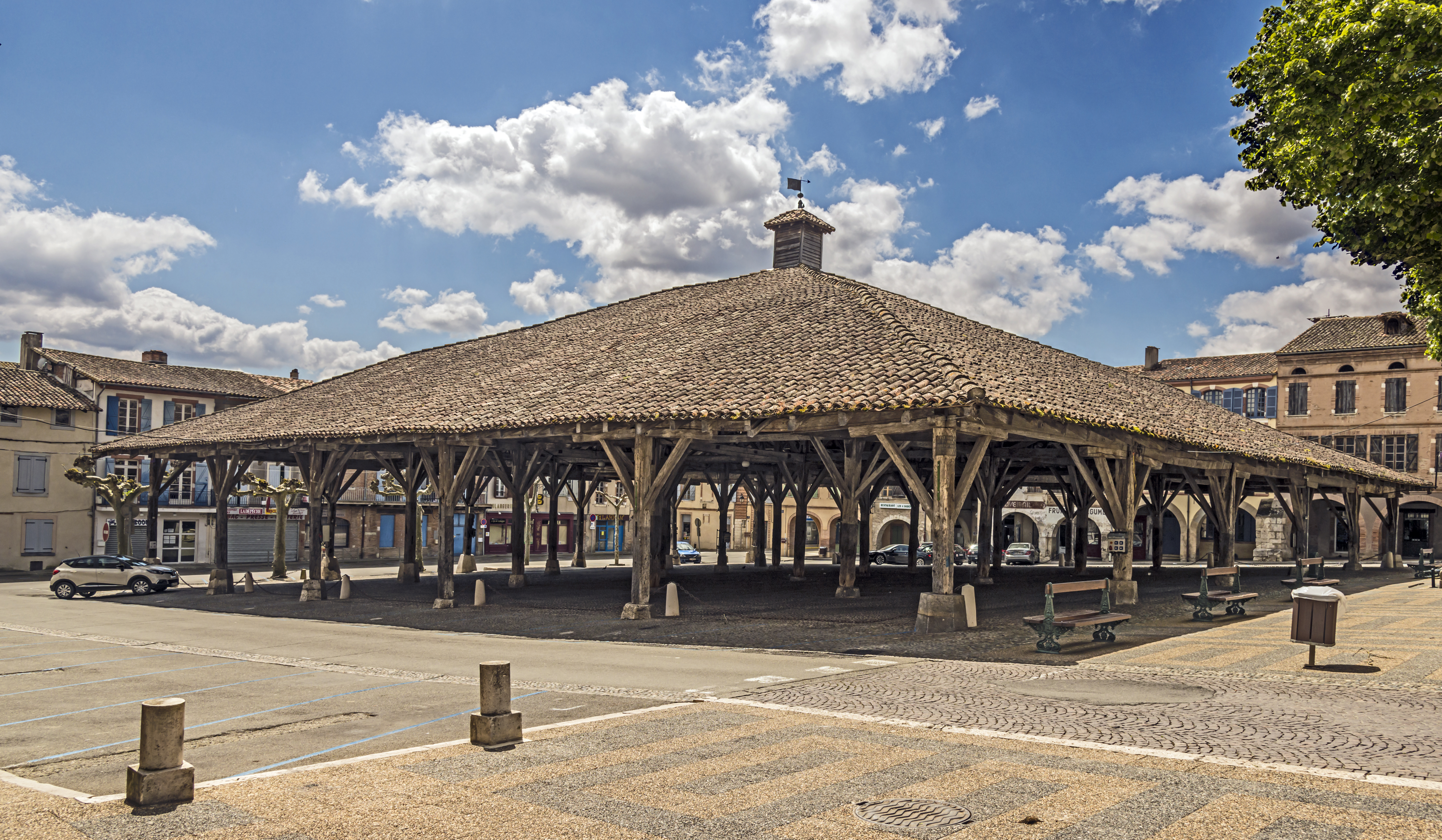
el mercado cubierto
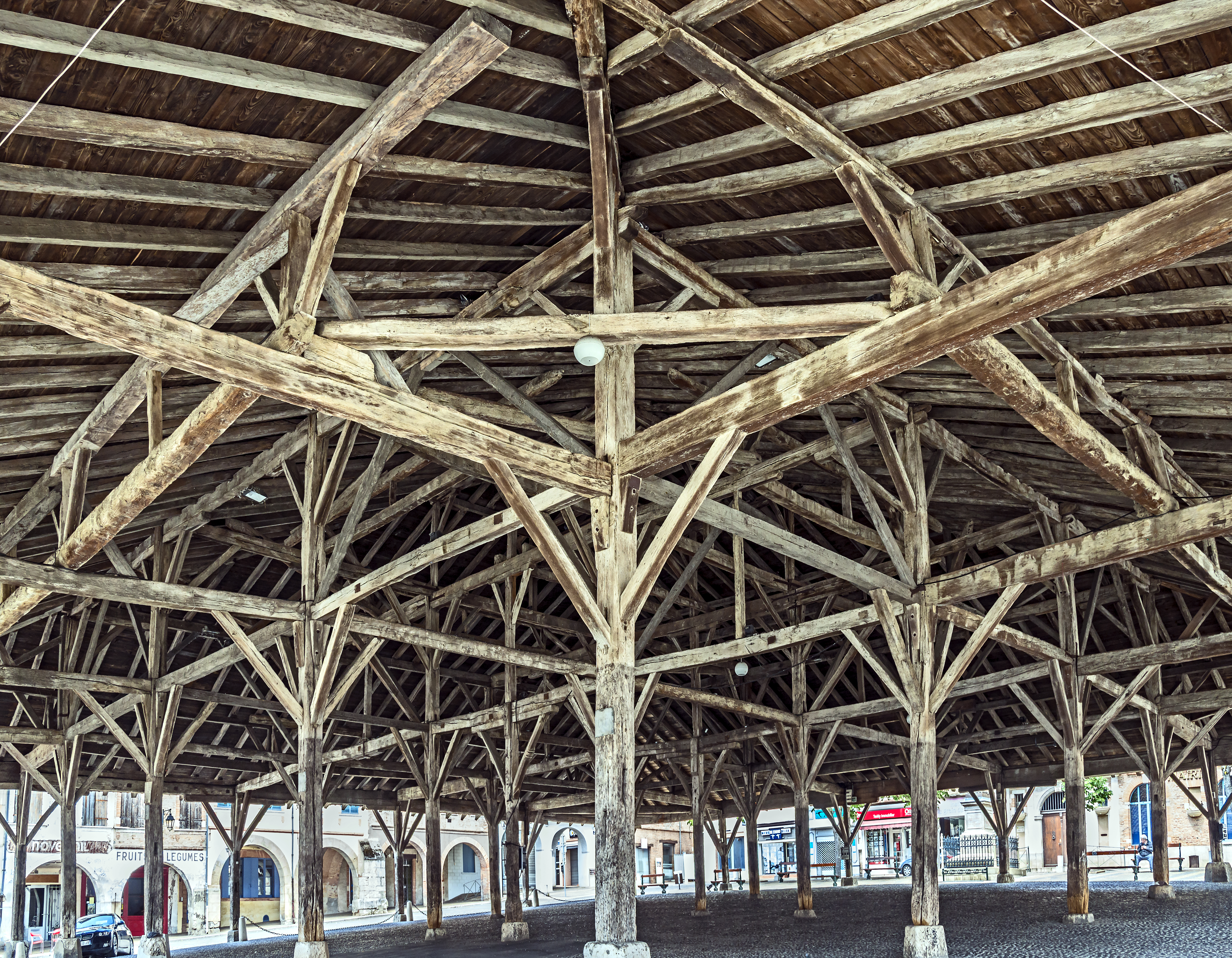
el mercado cubierto

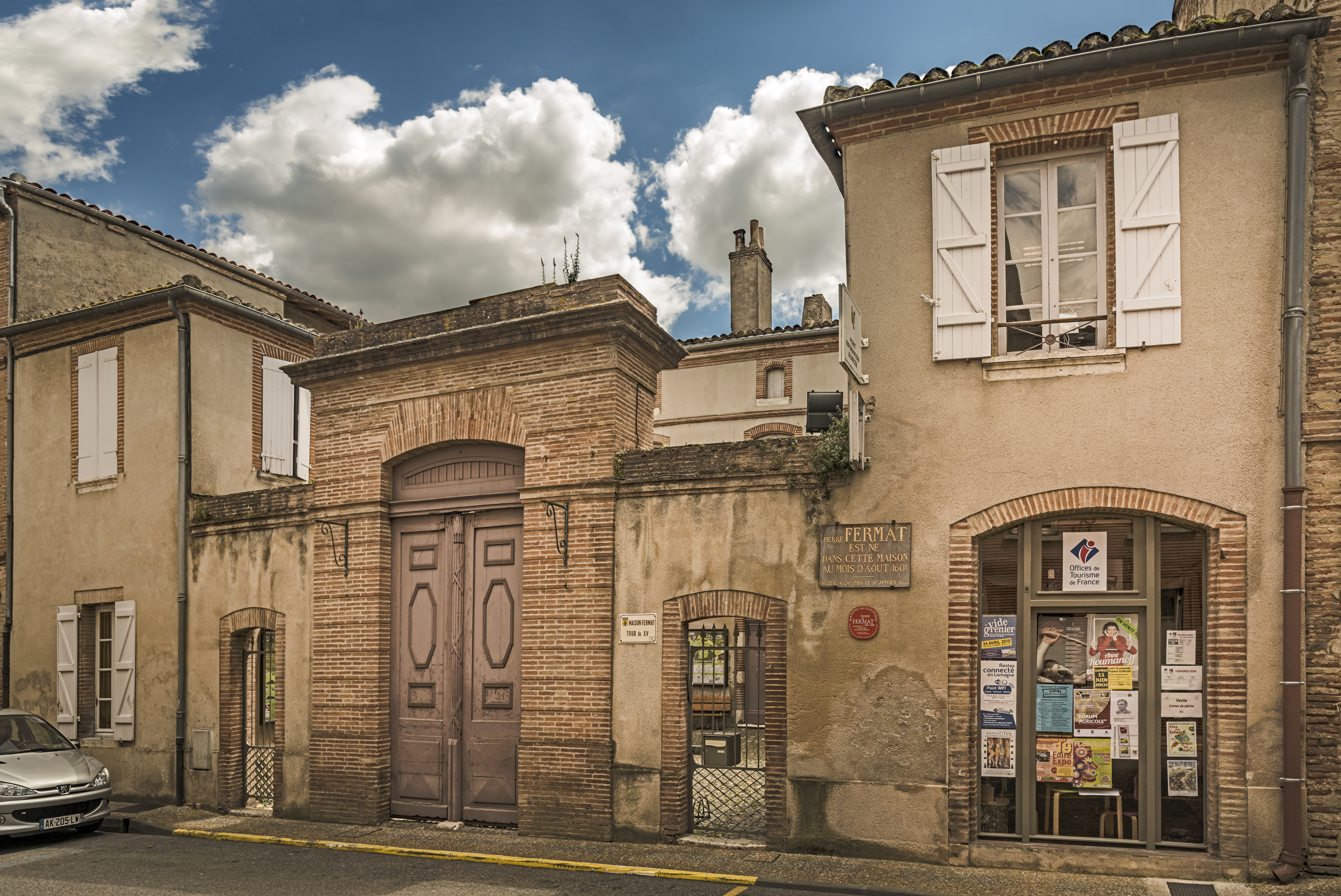
Casa Fermat
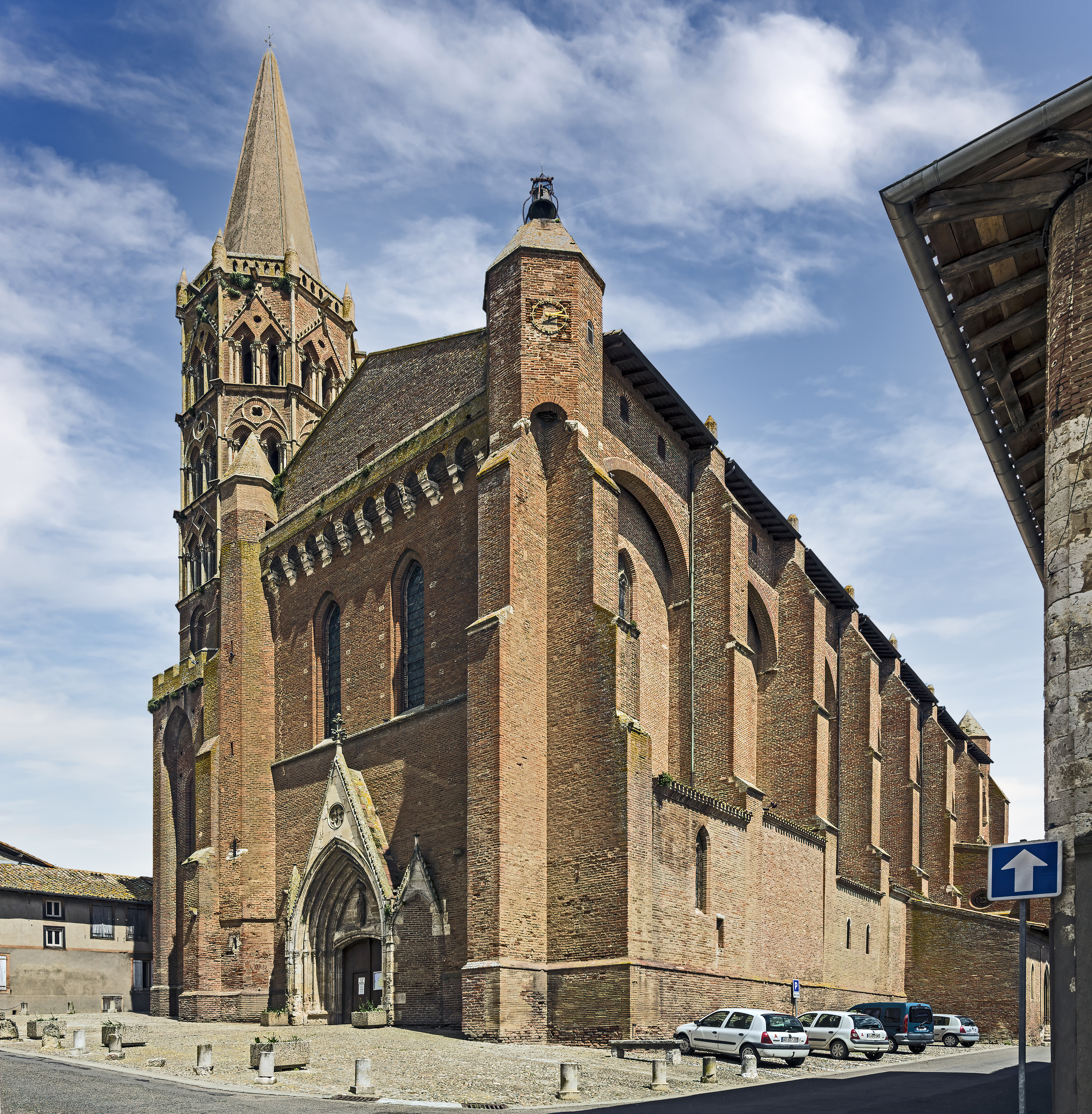
Iglesia de Nuestra Señora de la Asunción
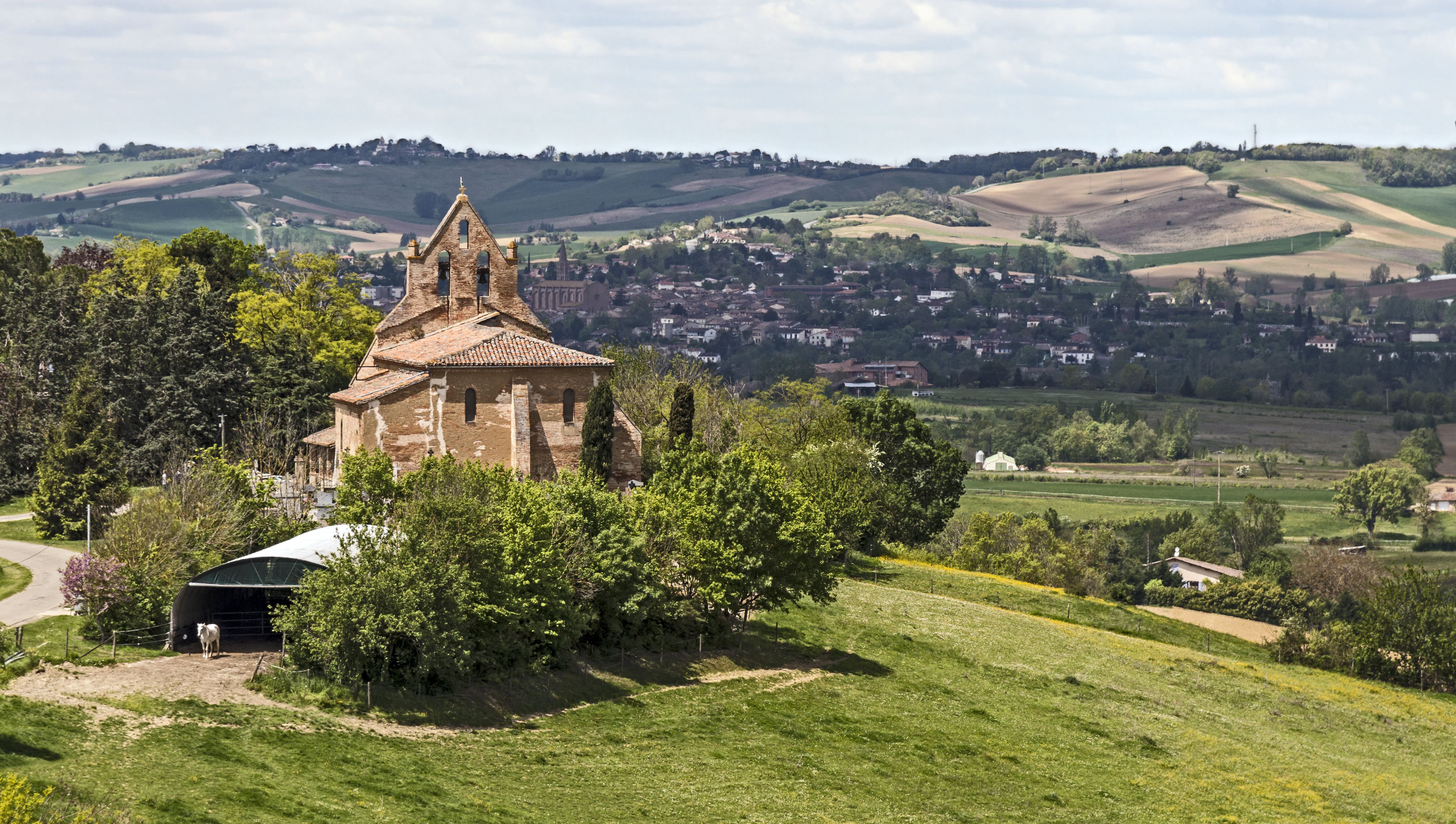
Capilla San Juan